# 王椿
王椿（1505年—？年），字元齡，號霽山，浙江杭州府錢塘縣人，明朝政治人物。

## 生平
六月初九日生，行二，治《易經》，嘉靖十年（1531年）由國子生中式辛卯科順天府鄉試第十八名舉人，嘉靖十一年（1532年）聯捷壬辰科二甲第六十名進士。觀工部政，授刑部主事，嘉靖十五年（1536年）十月因张延龄案被降职，後陞松江府同知，止。

## 家族
曾祖王復初；祖王鏞，義官；父王璘，衛經歷；嫡母吳氏；繼母丘氏；生母凌氏。具慶下，妻張氏，兄相，弟材，子夢龍。